# Beattie
Beattie és una població dels Estats Units a l'estat de Kansas. Segons el cens del 2000 tenia 277 habitants.

## Demografia
Segons el cens del 2000, Beattie tenia 277 habitants, 107 habitatges, i 63 famílies. La densitat de població era de 465 habitants per km².
Dels 107 habitatges en un 32,7% hi vivien nens de menys de 18 anys, en un 52,3% hi vivien parelles casades, en un 2,8% dones solteres, i en un 41,1% no eren unitats familiars. En el 35,5% dels habitatges hi vivien persones soles el 19,6% de les quals corresponia a persones de 65 anys o més que vivien soles. El nombre mitjà de persones vivint en cada habitatge era de 2,51 i el nombre mitjà de persones que vivien en cada família era de 3,25.
Per edats la població es repartia de la següent manera: un 26,4% tenia menys de 18 anys, un 7,2% entre 18 i 24, un 28,2% entre 25 i 44, un 21,7% de 45 a 60 i un 16,6% 65 anys o més.
L'edat mediana era de 39 anys. Per cada 100 dones de 18 o més anys hi havia 92,5 homes.
La renda mediana per habitatge era de 29.583 $ i la renda mediana per família de 36.875 $. Els homes tenien una renda mediana de 30.066 $ mentre que les dones 14.722 $. La renda per capita de la població era de 12.204 $. Entorn del 14,9% de les famílies i el 17% de la població estaven per davall del llindar de pobresa.

## Poblacions més properes
El següent diagrama mostra les poblacions més properes.